# Nepenthes hirsuta
Nepenthes hirsuta este o specie de plante carnivore din genul Nepenthes, familia Nepenthaceae, ordinul Caryophyllales, descrisă de Joseph Dalton Hooker. Conform Catalogue of Life specia Nepenthes hirsuta nu are subspecii cunoscute.

## Galerie de imagini

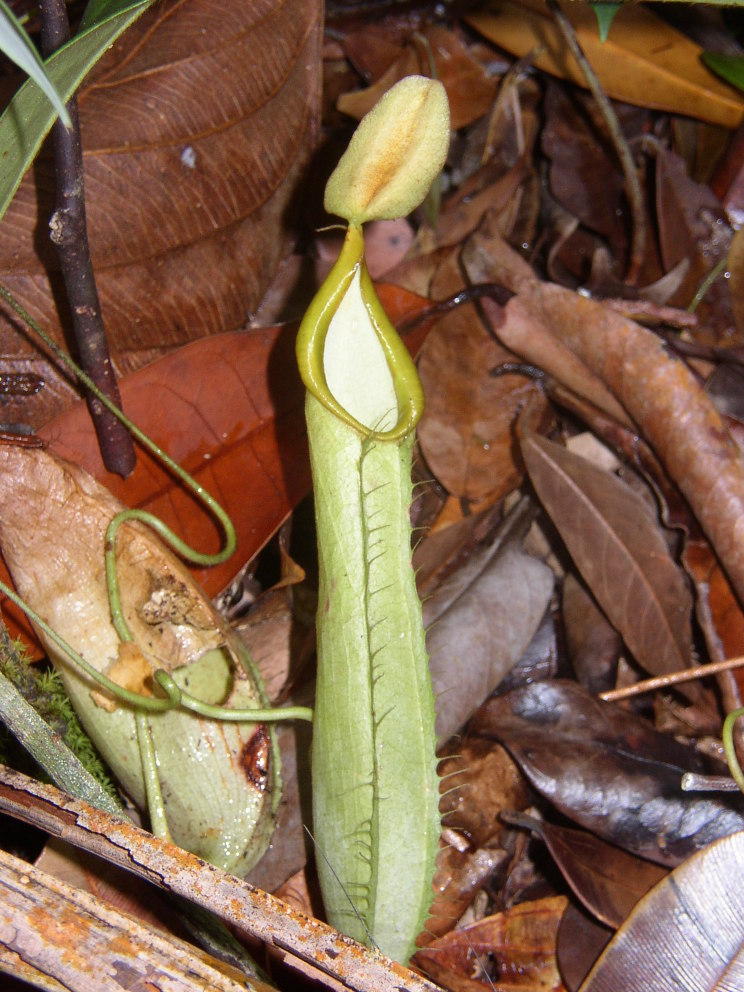
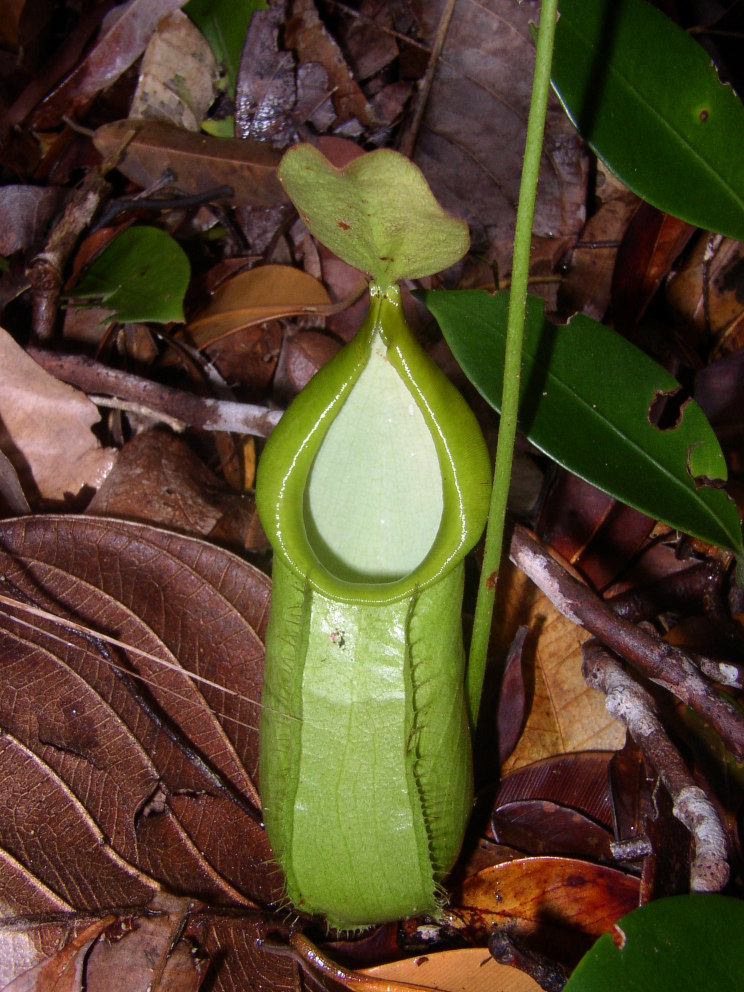
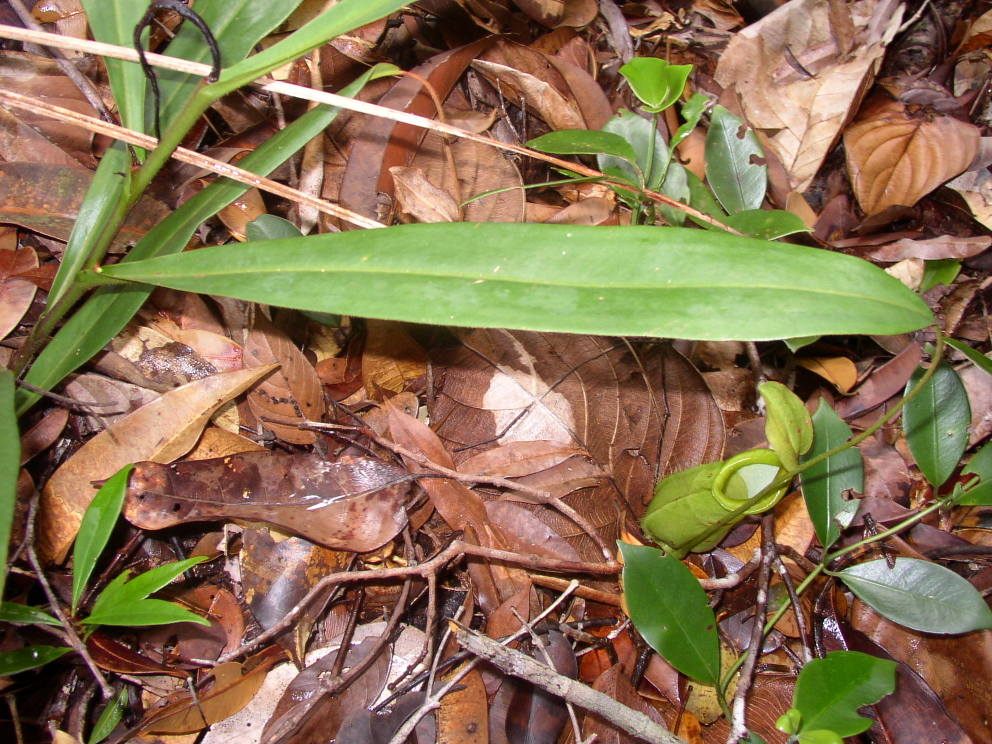
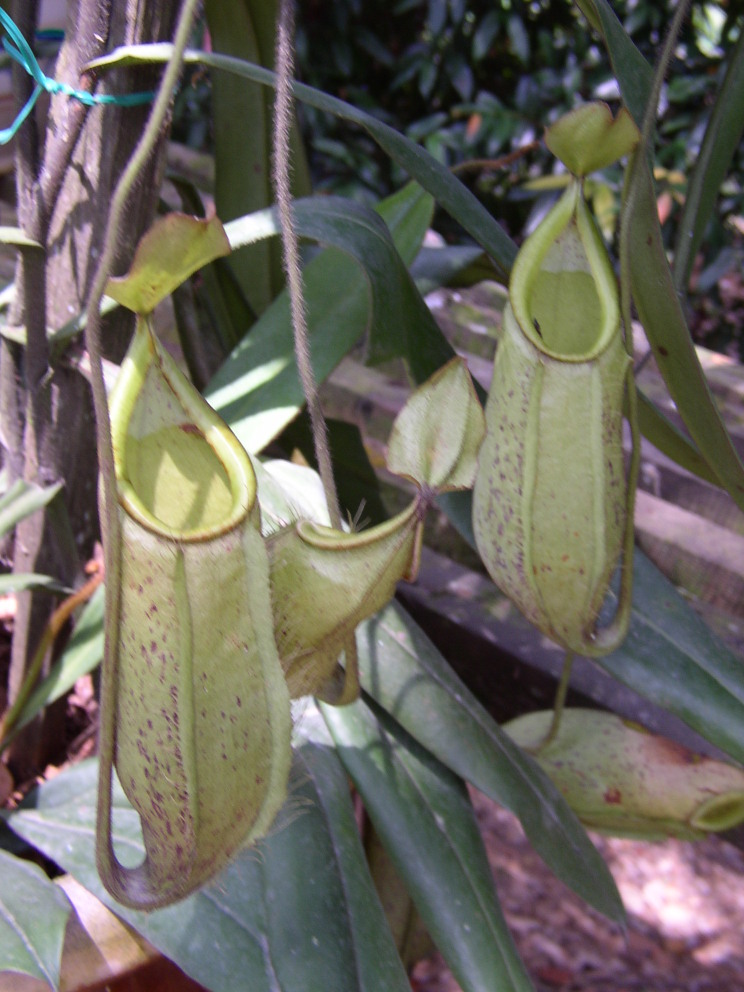